# Rhythm on the River
Rhythm on the River è un film statunitense del 1940 diretto da Victor Schertzinger.
La canzone Only Forever (musica di James V. Monaco e testo di Johnny Burke) ha ricevuto la candidatura all'Oscar alla migliore canzone ai Premi Oscar 1941.